# غاوي مشاكل (مسلسل)
غاوي مشاكل هو مسلسل تلفزيوني عراقي عرض في عام 1983.

## الممثلون
- خليل النعيمي
- سناء عبد الرحمن
- خليل الرفاعي
- مكي عواد
- عبد الستار البصري
- مكي البدري
- مي جمال
- فوزي مهدي
- وجيه عبد الغني
- فوزية الشندي
- محمد القيسي